# Aphyoditeinae
Die Aphyoditeinae sind eine, taxonomisch umstrittene, Unterfamilie der südamerikanischen Echten Salmler (Characidae).

## Merkmale
Die Arten der Aphyoditeinae sind mehr oder weniger langgestreckte Fische und erreichen Körperlängen von 2 bis 8 cm. Diagnostische Merkmale der Unterfamilie sind acht oder mehr schlanke, in einer einzelnen Reihe auf der Prämaxillare stehenden Zähne, die Größe und Anzahl der vorderen Unterkieferzähne (acht oder mehr schlanke Zähne), die Anzahl der Supraneuralia (Neuralfortsätze) (vier oder weniger). Die Seitenlinie reicht nicht bis auf die Schwanzflosse.

## Systematik
Die Gruppe wurde 1965 durch den französischen Ichthyologen Jacques Géry als Tribus Aphyoditeini innerhalb der Cheirodontinae aufgestellt. Juan Marcos Mirande stellte auf dieser Basis im Rahmen einer phylogenetischen Analyse auf Basis der Morphologie die neue Unterfamilie auf, wobei er ein Schwestergruppenverhältnis zu den (neu definierten) Cheirodontinae annimmt.

## Gattungen und Arten
Die Unterfamilie enthält heute 23 Arten in acht Gattungen.
- Aphyocharacidium Géry, 1960
  - Aphyocharacidium bolivianum Géry, 1973
  - Aphyocharacidium melandetum (Eigenmann, 1912)
- Aphyodite Eigenmann, 1912
  - Aphyodite apiaka Esguícero & Castro, 2017
  - Aphyodite grammica
  - Aphyodite tupebas Esguícero & Castro, 2017
- Axelrodia Géry, 1965
  - Axelrodia lindeae Géry, 1973
  - Axelrodia riesei Géry, 1966
  - Axelrodia stigmatias (Fowler, 1913)
- Leptobrycon Eigenmann, 1915 
  - Leptobrycon jatuaranae Eigenmann, 1915
- Microschemobrycon Eigenmann, 1915
  - Microschemobrycon callops Böhlke, 1953
  - Microschemobrycon casiquiare Böhlke, 1953
  - Microschemobrycon elongatus Géry, 1973
  - Microschemobrycon geisleri Géry, 1973
  - Microschemobrycon guaporensis Eigenmann, 1915
  - Microschemobrycon melanotus (Eigenmann, 1912)
  - Microschemobrycon meyburgi Meinken, 1975
- Oxybrycon Géry, 1964
  - Oxybrycon parvulus Géry, 1964
- Parecbasis Eigenmann, 1914
  - Parecbasis cyclolepis Eigenmann, 1914
- Tyttobrycon Géry, 1973
  - Tyttobrycon dorsimaculatus Géry, 1973
  - Tyttobrycon hamatus Géry, 1973
  - Tyttobrycon marajoara Marinho, Bastos & Menezes, 2013[1]
  - Tyttobrycon spinosus Géry, 1973
  - Tyttobrycon xeruini Géry, 1973

Ob die von Mirande, zum Teil nur auf vorläufiger und provisorischer Basis, hier zusammengestellten Gattungen tatsächlich eine monophyletische Einheit bilden, erscheint allerdings aufgrund späterer phylogenomischer (auf Basis des Vergleichs homologer DNA-Sequenzen arbeitender) und morphologischer Studien offen. So waren in der Studie von Oliveira et al die von ihnen untersuchten Gattungen nicht näher miteinander verwandt. Microschemobrycon (untersuchte Art Microschemobrycon casiquiare) gehörte zum Beispiel in die Characinae, mit sehr basaler Stellung innerhalb der Unterfamilie. Die Gattung Aphyocharacidium war eher mit einer Klade verwandt, die die Aphyocharacinae einschloss. Nach einer weiteren, kombiniert morphologischen und molekularen Studie sollte sie in die Aphyocharacinae mit einbezogen werden. Viele Autoren (zum Beispiel) ziehen daher den Schluss, die Gliederung in Unterfamilien bis zum Vorliegen weiterer phylogenetischer Studien eher offen zu lassen.